# John Kirkland McNair
John Kirkland McNair, britanski general, * 1893, † 1973.